# Ponta Fatomano
Der Ponta Fatomano ist ein Kap östlich der osttimoresischen Landeshauptstadt Dili. Es befindet sich im Norden des Verwaltungsamts Cristo Rei im Suco Hera, an der Küste der Straße von Wetar. Östlich liegt der Ponta Séri Tútun, westlich eine Bucht mit für Osttimor seltenen Mangroven. Der Ponta Fatomano und die Mangrovenwälder gehören zur Important Bird Area und Wildschutzgebiet Areia Branca.